# Seznam slovenskih evangeličanskih škofov
Seznam slovenskih evangeličanskih škofov.
| #  | Slika                     | Ime         | Rojen, umrl                                             | Škof      | Opombe                                                              |
| -- | ------------------------- | ----------- | ------------------------------------------------------- | --------- | ------------------------------------------------------------------- |
| 1. | Klikni za spremembo slike | Geza Erniša | 1. februar 1952, Tešanovci 1. junij 2022, Murska Sobota | 1995–2013 | v letih 1995–2001 senior slovenske evangeličanske cerkve, nato škof |
| 2. | Klikni za spremembo slike | Geza Filo   | 5. januar 1959, Ivanovci                                | 2013–2019 |                                                                     |
| 3. | Klikni za spremembo slike | Leon Novak  | 20. januar 1963, Murska Sobota                          | 2019–     |                                                                     |